# Борисова, Елена Александровна
Елена Александровна Борисова (род. 15 сентября 1966, Волгоград) — юрист, специалист по нотариату, а также — по проверке и пересмотру судебных постановлений, профессор юридического факультета МГУ. Окончила юридический факультет МГУ (1991); доктор юридических наук (с 2005) и профессор (2009) на кафедре гражданского процесса на юридическом факультете МГУ. Лауреат премии имени Шувалова (2006). Член редколлегии журналов «Вестник гражданского процесса» и «Законодательство».

## Биография
Елена Борисова родилась 15 сентября 1966 года в Волгограде; в 1991 году она получила высшее образование на юридическом факультете МГУ имени Ломоносова. Затем, в период с 1991 по 1994 год, являлась аспиранткой кафедры гражданского процесса юридического факультета МГУ. В 1994 году она защитила кандидатскую диссертацию на тему «Институт апелляции в гражданском процессе» — стала кандидатом юридических наук. В том же году начала работать на юрфаке; в 2005 году успешно защитила докторскую диссертацию на тему «Теоретическое проблемы проверки судебных актов в гражданском, арбитражном процессах» — стала доктором юридических наук.
По данным на 2019 год, Борисова читала студентам МГУ общий курс лекций по российскому гражданскому процессу и вела несколько специальных курсов: для бакалавров она читала курсы «Процессуальные документы в гражданском и административном судопроизводстве» и «Альтернативное разрешение споров», а для магистрантов — «Теория и практика апелляции, кассации, надзора по гражданским и административным делам», «Пересмотр по вновь открывшимся или новым обстоятельствам судебных актов, вступивших в законную силу» и «Альтернативные способы урегулирования споров». Кроме того, она являлась преподавателем курса «Нотариат латинского типа» (для магистрантов) и «Проблемы обжалования судебных актов в гражданском и административном судопроизводствах» (для юристов-аспирантов). Являлась научным руководителем в десяти кандидатских диссертациях и членом диссертационного совета Московского университета по специальности «гражданский процесс, арбитражный процесс».
В 2006 году Борисова опубликовала книгу «Проверка судебных актов по гражданским делам», за которую была удостоена премии имени Шувалова (первая степень); в том же году она стала победителем конкурса на присуждение грантов поддержки талантливым студентам, аспирантам и молодым ученым МГУ. В 2017 году стала лауреатом премии по программе развития МГУ. Принимала участие в разработке нескольких глав Гражданского процессуального кодекса Российской Федерации (ГПК РФ) и приглашалась в роли эксперта при рассмотрении нескольких дел в Конституционном суде России. Является членом научно-консультативных советов, созданных при Генеральной прокуратуре РФ и при российской Федеральной нотариальной палате.
Борисова входит в редакционный совет и редакционные коллегии ряда научных журналов, включая «Вестник экономического правосудия», «Вестник гражданского процесса», «Teise. Vilniaus Universitetas» («Право. Вильнюсский университет»), «Законодательство» и «Вестник Одесского национального университета» (серия «Правоведение»). В марте 2018 года она являлась членом организационного комитета конференции «Российский нотариат: 25 лет на службе государству и обществу».

## Работы
Елена Борисова специализируется на нотариате, истории российского гражданского процессуального права, на вопросах, связанных с проверкой и пересмотром судебных постановлений, а также — на зарубежном опыте гражданского процесса. Полагает, что Конституционный Суд РФ «абсолютизирует право на судебную защиту, отождествляя ее с правом на обжалование»:
- «Научно-практический комментарий к гражданскому процессуальному кодексу РФ» (2003)
- «Проверка судебных актов по гражданским делам» (2006) — Шуваловская премия
- «Нотариат и суд в России: 150 лет вместе» (соавт., 2016)
- «Арбитражный процесс» (соавт., 1995)
- «Гражданский процесс» (соавт., 2003)
- «Великая реформа: К 150-летию Судебных Уставов: В 2-х т. Т. I: Устав гражданского судопроизводства» (соавт., 2014)
- «Правовые основы нотариальной деятельности в РФ» (соавт., 2016)
- «Административное судопроизводство» (соавт., 2017)
- «Практикум по гражданскому процессу» (2003)
- «Апелляция, кассация, надзор по гражданским делам» (2012)
- «Правовые основы нотариальной деятельности: зарубежный опыт» (соавт., 2017)
- «Проверка судебных постановлений в гражданском процессе: российский и зарубежный опыт» (соавт., 2018)